# Aroa gyroptera
Aroa gyroptera är en fjärilsart som beskrevs av Collenette 1938. Aroa gyroptera ingår i släktet Aroa och familjen tofsspinnare. Inga underarter finns listade i Catalogue of Life.